# Octavius Pickard-Cambridge
Octavius Pickard-Cambridge (Bloxworth, Dorsécia, 3 de novembro de 1828 — 9 de março de 1917) foi um zoólogo e pastor inglês.

## Vida e obra
Pickard-Cambridge primeiro estudou direito e a partir de 1855 teologia na Universidade de Durham e tornou-se vigário em 1860 e em 1868 sucessor de seu pai reitor em Bloxworth.
Ele se interessou por pássaros e, eventualmente, depois de conhecer John Blackwall por volta de 1854, por aranhas. Por ter descrito cientificamente um número significativo de aranhas, ele se tornou a maior autoridade mundial em aracnologia. Entre suas descrições estavam espécies bem conhecidas de Atrax robustus. Ele foi considerado uma autoridade em aranhas da Grã-Bretanha, mas também trabalhou em muitas coleções de todo o mundo (por exemplo, Ceilão, Santa Helena, Paraguai, África do Sul, Índia, Nova Zelândia, Kerguelen, América Central).
Em 1887 tornou-se membro da Royal Society.

## Trabalhos
- "Arachnida", in Encyclopædia Britannica, 9th Edition, Volume II (Edinburgh, 1875)
- The Spiders of Dorset: From the 'Proceedings of the Dorset Natural History and Antiquarian Field Club.'  (Sherbourne, 1879–82)
- Araneidea. Scientific Results of the Second Yarkand Mission. (Calcutta, 1885)
- Monograph of the British Phalangidea or Harvest-Men. (Dorchester, 1890)